# John S. Traill
John S. Traill (1939) è un grecista ed epigrafista canadese, fondatore e attuale guida dell'Athenians Project.

## Biografia
Laureatosi all'Università di Toronto in Honours Classics, John S. Traill ottenne anche un Master of Arts e un dottorato di ricerca all'Università di Harvard. Dopo il dottorato passò due anni all'Institute for Advanced Study e altri otto alla Scuola americana di studi classici di Atene. Negli anni 1970 fondò l'Athenians Project, che guida tuttora.
John S. Traill ha pubblicato 24 libri, e ha collaborato alla stesura di altri cinque, riguardanti le iscrizioni greche, la prosopografia e la topografia dell'antica Atene e dell'Attica.

## Alcune opere
- (EN) John S. Traill, The Political Organization of Attica: A Study of the Demes, Trittyes, and Phylai, and Their Representation in the Athenian Council, ASCSA, 1975, ISBN 978-0-87661-514-0.
- (EN) John S. Traill, Demos and trittys: epigraphical and topographical studies in the organization of Attica, Victoria College, 1986.